# 王曉棠
王曉棠（1934年1月4日—），女，籍贯江苏南京，生于河南開封，中華人民共和國演員。曾擔任中國共產黨第十四次全國代表大會代表，第八屆、第九屆全國政協委員，中國電影家協會副主席，八一電影製片廠廠長。同時還擁有少將軍銜。她是“新中國二十二大電影明星”之一，《野火春风斗古城》中一人饰两角，在“百花奖”的投票中，王晓棠以全票当选最佳女主角，这在百花奖历史上是第一次。2001年獲第21屆中國電影金雞獎最佳編劇。2015年获得第30届金鸡奖颁发的终身成就奖。

## 生平
小时候在重庆、南京、杭州长大。1948年，举家迁居杭州。1949年毕业于浙江省立中专。
1952年，王曉棠從上海參軍，先進入總政京劇團，后調總政話劇團。
1955年，外形靚麗的王曉棠被長春電影製片廠選中，出演處女作《神秘的旅伴》。次年公映后，王曉棠一炮而紅。
成名后王曉棠的事業迅速在1958年邁向巔峰。首先，憑藉在《邊塞烽火》中演出，王曉棠獲得了捷克卡羅維·發利國際電影節青年電影演員獎。 接著，她在《英雄虎膽》中飾演的反派女特務阿蘭，與其他中國內地電影中的呆板女特務形象不同，充滿魅力和危險而大受歡迎，在蘇聯也有不小的反響。她和男主角于洋共舞倫巴的一場戲成為中國影史的經典。王曉棠也因此片得到了影迷贊美銀幕上“中國第一女特務”的稱號，但也因此在幾年後的文化大革命當中倍受迫害。
1962年王曉棠被中華人民共和國文化部選為新中國電影二十二大明星之一。
王曉棠最具代表性的作品則是1963年公映的《野火春風斗古城》，片中她一人分飾姐妹兩角，一正一反的性格和表演令她的演技倍受讚譽。次年原本預定頒發的第三屆大眾電影百花獎授予了她最佳女主角（第一名），但因為江青從中的阻撓，導致本屆百花獎的頒獎最終流產直到1980年才恢復頒獎。
在文化大革命期間，由於堅持說“建國十七年文藝不是黑線專政”，加之江青對當紅女星們的妒忌。王曉棠所有影片均被否定。在此期間多次被鋼鞭、木棍、皮帶打得遍體鱗傷，但是由於她“頑固不化”堅持不認錯低頭。 後來被下放到遠郊懷柔縣，王曉棠終究是幸運的，得到了當地軍民的保護安排到了林場工作。1974年她的16歲兒子患上肝炎，由於父母成份問題得不到及時的治療最終失去了年輕的生命。
得到平反之後，王曉棠轉向了幕後。2001年王曉棠自編自導的影片《芬芳誓言》為她帶來了大眾電影百花獎最佳影片、中國電影金雞獎最佳編劇以及中國電影華表獎評委會特別獎三項大獎。2006年中南海郵局發行了兩組王曉棠的個性化郵票。
2010年8月，擔任第十屆長春電影節金鹿獎評委會主席。

## 演出作品

### 電影
- 《神秘的旅伴》（1955）飾演小黎瑛
- 《邊塞烽火》（1957）飾演瑪諾
- 《英雄虎膽》（1958）飾演阿蘭
- 《海鷹》（1959）飾演玉芬
- 《野火春風斗古城》（1963）飾演金環/銀環
- 《芬芳誓言》（2000）擔任導演、編劇

## 榮譽
- 1958年 卡羅維·發利國際電影節：青年演員獎（作品：《邊塞烽火》）
- 1962年 中華人民共和國二十二大電影明星
- 2001年 第二十四屆大眾電影百花獎：最佳影片（作品：《芬芳誓言》）
- 2001年 第二十一屆中國電影金雞獎：最佳編劇（作品：《芬芳誓言》）
- 2001年 第六屆中國電影華表獎：評委會特別獎（作品：《芬芳誓言》）
- 2007年 第十一屆中國電影金鳳凰獎：終身成就獎
- 2015年 第30届金鸡奖终身成就奖